# Morti nel 330 a.C.
| Questa pagina contiene informazioni ricavate automaticamente dalle voci biografiche con l'ausilio del template Bio e di un bot. L'aggiornamento è periodico e automatico e ricostruisce completamente la pagina. Se manca una persona in questa lista, sei pregato di non aggiungerla, ma accertati piuttosto che la sua voce biografica contenga il template Bio e che i dati anagrafici siano correttamente compilati. Se il template Bio manca, inseriscilo tu stesso o, in alternativa, metti l'avviso {{tmp\|Bio}} che ne segnala la mancanza. Se i dati riportati sono sbagliati, correggi direttamente la voce biografica; le modifiche saranno visibili in questa lista entro pochi giorni. Per chiarimenti vedi il progetto biografie. La lista contiene solo le 9 persone che sono citate nell'enciclopedia e per le quali è stato implementato correttamente il template Bio. Pagina aggiornata al 10 feb 2025. |

- Alessandro di Lincestide, militare macedone antico
- Aminta, militare macedone antico
- Ariamne I di Cappadocia, persiano
- Ariobarzane, generale persiano
- Carete, militare ateniese (n. 400 a.C.)
- Dario III di Persia, imperatore persiano (n. 380 a.C.)
- Demetrio, militare macedone antico
- Filota, generale macedone antico
- Kidinnu, astronomo, sacerdote e matematico babilonese